# 堀口昇
堀口 昇（ほりぐち のぼる）は、香川県坂出市に在住する企業家。堀口医院の理事長。菅原明子・山野井昇などと供に「マイナスイオン」に関する言説を広めた一人として知られる。「マイナスイオンの第一人者」。

## 活動
マイナスイオンのマーケティング戦略の一環として、全国マイナスイオン医学研究所を設立し、また、TV・雑誌・書籍等マスメディアを駆使してマイナスイオンを広めた。（現在は改名して環境・還元イオン医学研究所となる）

## 出自
1936年北海道で生まれる。鍼灸師出身。1992年にフィリピンのイースト大学で医学博士号を入手した。

## 顕彰
- 社会文化功労賞 （日本文化振興会）
- 国際グランプリ最優秀商品認定 （米国財団法人 国際学士院世界学術文化審議会）
- ドン・ペードロ一世栄誉章 （ブラジル）
- リンカーン平和勲章 （米国財団法人 リンカーン記念平和財団）

## TV出演
- 『発掘!あるある大事典』 (フジテレビ)
- 『午後は○○おもいッきりテレビ』 (日本テレビ)

他、多数

## 著書
主な著書、年代順。

### 単独
- 『マイナスイオンが生命危機の時代を救う』、健友館、1996年、ISBN 4773703423

### 共著
- 堀口 昇・菅原明子他、『マイナスイオンで癒される―家電・グッズ選びから、料理レシピまで (別冊宝島665) 』、宝島社、2002年、ISBN 4796627731
- 堀口昇・山野井昇、『マイナスイオンが医学を変える』、健友館、1995年、ISBN 4773703350